# Station Łączna
Station Łączna is een spoorwegstation in de Poolse plaats Łączna.